# Taínos
Os taínos ou tainos (do taíno taíno, "homem") são indígenas pré-colombianos que habitaram as Bahamas, as Grandes Antilhas e as Pequenas Antilhas do Norte, no Caribe. Acredita-se que os taínos estivessem relacionados com os aruaques da América do Sul. O idioma falado pelos taínos pertence à família linguística maipureana, que se desenvolveu em uma área que abrange o norte da América do Sul e todo o Caribe.

## História
Os ancestrais dos taínos chegaram ao Caribe vindos da América do Sul. Sua cultura é muito relacionada à da Mesoamérica. Na época da chegada de Cristóvão Colombo à América, em 1492, os taínos se dividiam em três grandes gruposː taínos ocidentais (Jamaica, a maior parte de Cuba, e Bahamas), taínos clássicos (Porto Rico, Haiti e República Dominicana) e taínos orientais (norte das Pequenas Antilhas). Havia cinco reinos e territórios taínos na Ilha de São Domingos, a qual atualmente se divide nos países da República Dominicana e do Haiti. Cada reino taíno era liderado por um cacique, que recolhia tributos.
Ayiti, "terra das altas montanhas", era o nome taíno para a ilha de Hispaniola, cuja porção ocidental manteve o nome através do francês Haïti. Cuba, a maior ilha das Antilhas, era originalmente dividida em 29 cacicados. Muitos destes se tornaram, posteriormente, cidades coloniais espanholas, preservando seus nomes originais, como Havana, Batabanó, Camagüey, Baracoa e Bayamo. O topônimo Cuba também procede da língua taína, embora seu significado exato seja incerto. Ele pode ser traduzido como "onde terra fértil é abundante" (cubao) ou "grande lugar" (coabana).[carece de fontes?] Porto Rico também era dividido em cacicados.
No tempo da chegada dos espanhóis, os maiores centros populacionais taínos podem ter abrigado mais de 3 000 pessoas.
Os taínos estavam em conflito com os caribes, que habitavam o sul das Pequenas Antilhas e que também eram provenientes da América do Sul. No século XV, os taínos estavam sendo empurrados para o nordeste devido às frequentes incursões dos caribes, que costumavam raptar as mulheres taínas. Os espanhóis que chegaram a partir de 1492 também costumavam raptar e estuprar as mulheres taínas, gerando grande número de mestiços.
Com a colonização espanhola, os Taíno é quase culturalmente integrado, principalmente devido a doenças infecciosas trazidas pelos espanhóis, contra as quais eles não tinham imunidade. A primeira epidemia de varíola registrada na região ocorreu na ilha de Hispaniola em dezembro de 1518 ou janeiro de 1519. A doença matou noventa por cento dos nativos que ainda não haviam sido mortos pelos espanhóis. As guerras e a escravização por parte dos espanhóis também mataram grande parte da população. Em 1548, a população taína consistia em pouco mais de quinhentos indivíduos. A partir de 1840, houve tentativas de se recriar uma identidade cultural taína em áreas rurais de Cuba, República Dominicana e Porto Rico. No censo de 2010, 35 856 porto-riquenhos se declararam "nativos americanos".
Um estudo publicado em 2018, a partir de dentes humanos encontrados nas Bahamas e datados dos séculos VIII a X, indica que os ancestrais Taino ainda presente na população atual de Porto Rico.

## Terminologia
O termo "taíno" era utilizado pelos indígenas da ilha de Hispaniola para indicar que eles eram homens "bons, nobres". A cultura taína foi classificada por algumas autoridades como pertencente aos aruaques, pois sua língua pertenceria à família linguística aruaque. O etno-historiador Daniel Garrison Brinton chamou-os de "aruaques das ilhas". No entanto, acadêmicos contemporâneos acreditam que os taínos desenvolveram uma cultura e uma língua próprias. 

## Origens
Duas escolas de pensamento procuram explicar a origem dos povos indígenas do Caribeː
- uma defende que os ancestrais dos taínos vieram do centro da bacia do rio Amazonas e eram relacionados aos ianomâmis. Isso é indicado por evidências linguísticas, culturais e cerâmicas. Eles teriam migrado até o vale do rio Orinoco, no litoral norte. De lá, teriam seguido para a Guiana e a Venezuela e, posteriormente, para Trinidad. Através das Pequenas Antilhas, teriam atingido Cuba e as Bahamas.[16][17][18]
- a teoria alternativa, conhecida como teoria circumcaribenha, defende que os ancestrais dos taínos teriam vindo da Região Andina da Colômbia. Julian Steward, que criou este conceito, sugeriu uma migração dos Andes para o Caribe, paralelamente a migrações à América Central, Guianas, Venezuela e Bacia Amazônica.[16]

Acredita-se que a cultura taína, tal como foi documentada, tenha se desenvolvido no Caribe. A história taína da criação diz que os taínos surgiram a partir de cavernas numa montanha sagrada na ilha de Hispaniola. Em Porto Rico, estudos do século XXI mostraram uma alta proporção de pessoas com DNA mitocondrial ameríndio. Dos dois principais haplótipos encontrados no estudo, um não existe no grupo taíno ancestral, portanto outros povos ameríndios também fazem parte dessa ancestralidade genética.

## Cultura
A sociedade taína era dividida em duas classesː naboria (plebeus) e nitaíno (nobres). Ambas eram governadas por chefes masculinos conhecidos como cacique, que herdavam o título através de sua linhagem materna nobre. Os nitaíno funcionavam como sub-cacique nas aldeias, supervisionando o trabalho dos naboria. Os cacique eram aconselhados por sacerdotes/curandeiros conhecidos como bohique. Os cacique gozavam de privilégios comoː poder usar pingentes dourados conhecidos como guanín; viver em casas (bohío) quadradas ao invés das casas circulares das pessoas comuns; e sentar em cadeiras de madeira para se situar acima dos convidados que recebiam.
Os bohique eram exaltados por seus poderes curativos e habilidade de falar com as divindades. Eles eram consultados em assuntos importantes para os taínos.
Os taínos tinham um sistema matrilinear de parentesco, descendência e herança. Quando não havia um herdeiro masculino, o herdeiro seria o mais velho filho da irmã do morto. Os taínos tinham residência pós-marital avunculada, ou seja, um casal recém-formado vivia na casa do tio materno. Este era mais importante na vida dos filhos de sua sobrinha do que os pais biológicos destes. O tio introduzia os sobrinhos na sociedade dos homens. Alguns taínos praticavam poligamia. Homens e, em alguns casos, mulheres, podiam ter dois ou três consortes. Alguns cacique tinham até trinta esposas.
As mulheres taínas tinham grande habilidade agrícola. A população dependia desta habilidade, embora os homens também caçassem e pescassem. Eles faziam redes de pesca e cordas a partir de algodão e palmeira. Fabricavam canoas (kanoa) de diferentes tamanhos, as quais podiam transportar de duas a 150 pessoas. Uma canoa de tamanho médio abrigava entre quinze e vinte pessoas. Eles usavam arco e flecha para caçar, e desenvolveram o uso de veneno nas pontas das flechas.
Um penteado comumente adotado pelas mulheres taínas consistia num corte reto pela frente e num cabelo mais comprido na parte de trás. Algumas vezes, elas usavam bijuterias douradas, pinturas ou conchas. Os homens taínos e as mulheres taínas solteiras geralmente estavam nus. As mulheres casadas usavam um pequeno avental de algodão chamado nagua. Os taínos viviam em aldeias chamadas yucayeque, que variavam em tamanho. As localizadas em Porto Rico e Hispaniola eram as maiores, e as localizadas nas Bahamas eram as menores. As aldeias típicas continham uma praça central, que era usada para várias atividades sociais como jogos, festivais, rituais religiosos e cerimônias públicas. Essas praças tinham muitos formatos, como oval, retangular, e comprido e alongado. Cerimônias nas quais os feitos dos ancestrais eram celebrados, chamadas areito, também eram celebradas nessas praças.
A maioria da população vivia em grandes edifícios circulares chamadas bohio, construídos com troncos de madeira, palha trançada e folhas de palmeira. Essas casas eram construídas ao redor da praça central e podiam abrigar de dez a quinze famílias. Já os cacique e suas famílias viviam em edifícios retangulares (caney) de construção similar, com varandas de madeira. A mobília das casas taínas incluía redes de algodão (hamaca), esteiras para dormir e sentar feitas de palmeira, cadeiras de madeira (dujo ou duho) com tecido, plataformas e berços para crianças.
Os taínos tinham um jogo cerimonial de bola chamado batey. Cada time tinha de dez a trinta componentes, e a bola era feita de borracha. Os componentes geralmente eram homens, mas mulheres ocasionalmente participavam. Os taínos clássicos jogavam na praça central da aldeia ou em campos retangulares especiais chamados batey. Acredita-se que os jogos nesses campos retangulares eram usados para a resolução de conflitos entre as aldeias. Os campos mais elaborados se situavam nas proximidades das residências dos chefes. Frequentemente, os chefes apostavam quanto ao resultado das partidas.
Os taínos falavam uma língua aruaque e usavam uma forma de protoescrita através de petróglifos.
Algumas palavras que os taínos usavam, como barbacoa ("grelha"), hamaca ("rede de descanso"), kanoa ("canoa"), tabaco ("tabaco"), yuca ("mandioca"), batata ("batata-doce") e juracán ("furacão"), foram incorporadas às línguas inglesa, espanhola e portuguesa.
Na guerra, os taínos utilizavam porretes de madeira conhecidos como macana.

## Comida e agricultura
A dieta dos taínos incluía vegetais, frutas, carne e peixes. Não havia grandes animais nativos no Caribe, mas os taínos capturavam pequenos animais como Capromyidae e outros mamíferos, minhocas, lagartos, tartarugas e pássaros. Peixes-boi eram caçados com lanças, e peixes eram capturados com lanças, em redes de pesca, em represas ou com gancho e linha. Papagaios selvagens eram atraídos com pássaros domesticados, e iguanas eram retirados da vegetação nativa. Os taínos armazenavam animais até que eles estivessem grandes o suficiente para serem comidosː peixes e tartarugas eram mantidos em represas, e Capromyidae e cães eram mantidos em currais.
Devido à falta de animais de grande porte, os taínos se tornaram muito hábeis na pesca. Uma técnica utilizada era prender uma rêmora a um gancho com linha em uma canoa e esperar que ela se prendesse a um peixe maior ou mesmo a uma tartaruga-marinha. Quando isso acontecia, os homens pulavam na água e capturavam a presa. Outro método era lançar, nos rios, caule e raiz triturados de Senna venenosa, que entorpeciam os peixes e facilitavam sua captura. Os rapazes costumavam coletar mexilhões e ostras nas águas rasas e nos mangues.
Os taínos das ilhas mais desenvolvidas, como Porto Rico, Hispaniola e Jamaica, se baseavam mais na agricultura. As plantações de raízes comestíveis, como mandioca por exemplo, consistiam em montes de terra chamados conuco. Eles melhoravam a drenagem e a fertilidade do solo, retardavam a erosão e permitiam que as raízes comestíveis pudessem ficar mais tempo armazenadas no solo. Plantações menos importantes, como milho por exemplo, se localizavam em clareiras obtidas por meio de queimadas. Os conuco mediam geralmente um metro de altura e três metros de circunferência e formavam fileiras. A plantação mais importante era a de mandioca. Ela era plantada com o auxílio de uma enxada de madeira chamada coa. As mulheres espremiam a raiz da mandioca para extrair seu sumo tóxico. A raiz, então, era moída e a farinha resultante era usada na fabricação de pão. A segunda raiz comestível mais importante era a batata-doce (batata).
Ao contrário das práticas do continente, o milho não era usado para se fazer farinha e pão, mas era cozido e consumido diretamente da espiga. O pão de milho mofa mais rápido que o pão de mandioca na alta umidade do Caribe. O milho também era usado para se preparar uma bebida alcoólica chamada chicha. Os taínos também plantavam abóbora, feijão, amendoim e abacaxi. Tabaco, cabaça e algodão cresciam ao redor das casas. Outros produtos, como cocos, goiaba e raiz de Zamia, eram coletados na natureza.

## Espiritualidade
A espiritualidade taína se centrava na adoração às divindades conhecidas como zemis. Os principais zemis eram Yúcahu e Atabey. "Yúcahu" significa "espírito da mandioca". Os taínos de Quisqueya (República Dominicana) o chamavam Yucahú Bagua Maorocotí, que significa "mandioca branca, grande e poderosa como o mar e as montanhas". Yúcahu era o deus da mandioca e do mar. Atabey, também conhecida como Guabancex, Atabei, Atabeyra, Atabex e Guimazoa, era esposa de Yúcahu e deusa da Lua, da água-doce e da fertilidade.
As divindades taínas menores eram relacionadas ao crescimento da mandioca e aos processos de vida, criação e morte. Baibrama era uma divindade menor adorada por sua assistência no crescimento da mandioca e na cura das pessoas intoxicadas pelo suco venenoso da mandioca. Boinayel e seu irmão gêmeo Márohu eram, respectivamente, os deuses da chuva e do tempo bom. Guabancex era o aspecto não nutridor da deusa Atabey, e tinha controle sobre os desastres naturais. Juracán é sempre identificado como o deus das tempestades mas a palavra simplesmente significa "furacão" na língua taína. Guabancex tinha dois assistentesː Guataubá, um mensageiro que criou os ventos do furacão, e Coatrisquie, que criou as águas das enchentes.
Maquetaurie Guayaba ou Maketaori Guayaba era o deus de Coaybay ou Coabey, a terra dos mortos. Opiyelguabirán, um deus com a forma de um cachorro, vigiava os mortos. Deminán Caracaracol, um herói cultural masculino de quem os taínos se julgavam descendentes, era adorado como um zemi. Macocael era um herói cultural adorado como deus. Segundo o mito, ele havia falhado em guardar a montanha da qual os seres humanos teriam emergido. Ele teria sido, então, punido e transformado em pedra, pássaro, pedra ou réptil.
Zemi também era o nome das representações dos deuses sob a forma de objetos ou desenhos. A maior parte dessas representações era confeccionada em madeira, embora pedra, osso, concha, cerâmica e algodão também fossem usados. Os petroglifos representando zemis eram esculpidos nas rochas das fontes, em campos de jogo de bola e nas estalagmites das cavernas. Os pictogramas de zemis eram encontrados em objetos seculares, como cerâmica, e em tatuagens. Yucahú, o deus da mandioca, era representado através de um zemi de três pontas, que era encontrado nos conuco visando a aumentar a colheita de mandioca. Zemis de pedra e madeira foram encontrados em Hispaniola e na Jamaica. Zemis também eram representados sob a forma de sapos, tartarugas, peixes, cobras. Alguns eram representados sob uma forma abstrata e com rostos humanos.
Alguns zemis eram acompanhados de uma pequena tábua ou bandeja que se acredita ter sido o receptáculo de um pó alucinógeno conhecido como cohoba, preparado a partir de sementes de uma espécie de Piptadenia. Essas bandejas foram encontradas com tubos de cheirar ornamentados. Antes de certas cerimônias, os tainos se purificavam, seja através de vômito induzido pelo engolimento de um bastão, seja através de jejum. Depois que pão comunal era servido, primeiro para o zemi, depois para o cacique, e depois para as pessoas comuns, as pessoas cantavam o épico da aldeia com o acompanhamento de maraca ou outros instrumentos.
Uma tradição oral taina explica que o Sol e a Lua vieram de cavernas. Outra história fala de pessoas que viviam em cavernas e só saíam delas à noite, com medo de que o Sol as transformasse. Os tainos acreditavam descender da união de Deminán Caracaracol e uma tartaruga fêmea. A origem dos oceanos é descrita na história de uma grande enchente que teria ocorrido após um pai matar seu filho (que estaria tentando matar o pai). O pai teria, então, pendurado os ossos do filho em uma cabaça. Quando os ossos se transformaram em peixe, a cabaça quebrou, e jorrou, de dentro dela, toda a água do planeta.
Os tainos acreditavam que os jupia, as almas dos mortos, iriam para Coaybay, o mundo subterrâneo, onde descansariam durante o dia. À noite, os jupia assumiriam a forma de morcegos e comeriam goiabas. 

## Os tainos e os espanhóis
Colombo e sua tripulação, ao desembarcarem numa ilha das Bahamas em 12 de outubro de 1492, foram os primeiros europeus a contactar os tainos. Colombo descreveu os tainos como fisicamente altos, bem-proporcionados e com uma personalidade nobre e gentil. Ele assim escreveuː

Eles comerciaram conosco e nos deram tudo o que tinham, de boa-vontade... Eles tiveram grande prazer em nos agradar... Eles são muito gentis e desconhecem a maldade; também não matam nem roubam... Vossa majestade pode acreditar que não há, no mundo, gente melhor... Eles amam seus vizinhos como a si próprios, e têm a fala mais doce do planeta, e são gentis e estão sempre rindo.
Nessa época, os vizinhos dos tainos eram os guanahatabeys na ponta oeste de Cuba, os caribes insulares das Pequenas Antilhas de Guadalupe a Granada, e os calusas e os ais da Flórida. A ilha na qual Colombo desembarcou pela primeira vez na América era chamada pelos tainos de Guanahani e foi renomeada por Colombo como "São Salvador". Colombo chamou os tainos de "índios", termo que acabou sendo estendido a todos os indígenas do hemisfério ocidental. Um grupo de tainos acompanhou Colombo em sua viagem de regresso à Espanha.
Na segunda viagem de Colombo, ele começou a requerer tributo dos tainos da ilha de Hispaniola. De acordo com Kirkpatrick Sale, todo taino com mais de catorze anos de idade deveria entregar um punhado de ouro a cada três meses ou, na falta deste, 25 quilos de algodão. Se o tributo não era pago, os espanhóis cortavam as mãos dos tainos e os deixavam sangrando até morrer. Estas práticas cruéis fomentaram muitas revoltas tainas contra os espanhóisː algumas bem-sucedidas, outras não.
Em 1511, vários caciques de Porto Rico, como Agüeybaná II, Arasibo, Hayuya, Jumacao, Urayoán, Guarionex e Orocobix, se aliaram aos caribes e tentaram derrotar os espanhóis. A revolta foi suprimida pelas forças índio-espanholas do governador Juan Ponce de León. Hatuey, um líder taino que fugiu de Hispaniola para Cuba com quatrocentos tainos para se unir aos tainos cubanos, foi queimado em uma estaca em 2 de fevereiro de 1512.
Em Hispaniola, o líder taino Enriquillo reuniu 3 000 tainos numa rebelião vitoriosa na década de 1520. Estes tainos conseguiram, através de acordo, terras e privilégios da administração real. Apesar da pequena presença militar espanhola na região, os espanhóis se aproveitaram das divisões internas dos indígenas e, com a ajuda de poderosos aliados nativos, controlaram a maior parte da região. Em troca de salário por temporada, educação religiosa e ensino da língua espanhola, os tainos eram requeridos para trabalhar para os senhores de terra espanhóis e indígenas. O sistema de trabalho fazia parte da encomienda.

## Mulheres
A sociedade taina era baseada num sistema matrilinear, o que significa que a descendência era traçada através da mãe, as mulheres viviam com outras mulheres e as crianças eram separadas dos homens. Por esta razão, acredita-se que as mulheres tainas tinham grande controle sobre suas vidas, sobre seus corpos e sobre as pessoas com quem conviviam. Por viverem separadas dos homens, as mulheres tainas podiam decidir quando ter relações sexuais. Isto influenciou o modo como os conquistadores espanhóis descreveram as mulheres tainasː como "mulheres machas", que tinham grande controle sobre os homens.
Muitas evidências históricas sugerem, embora não claramente, que os gêneros sexuais não determinavam de modo rígido os papéis exercidos pelos indivíduos na sociedade taina.
As mulheres tainas exerciam um importante papel nas interações entre os tainos e os espanhóis. Quando os homens tainos estavam guerreando, as mulheres ficavam nas aldeias cuidando da produção de alimentos e da realização dos rituais. As mulheres parecem ter participado de todos os níveis da hierarquia política taina, ocupando até mesmo o cargo de cacique.
Tal posição aparentemente independente mudou com a chegada dos espanhóis, pois estes passaram a tratar as mulheres tainas como material de troca. Chanca, um médico que viajou com Colombo, relatou, através de cartas, que os espanhóis costumavam raptar o máximo de mulheres tainas que podiam e as mantinham como concubinas.

## Depopulação
Estima-se que a ilha de Hispaniola, provavelmente a com maior população taina, abrigava de 100 000 a 1 000 000 de tainos antes da chegada dos espanhóis. As estimativas máximas para Jamaica e Porto Rico eram de 600 000 tainos. O padre espanhol Bartolomeu de las Casas, que viveu em Santo Domingo, escreveu, em seu multivolume "História das Índias" (1561)ː

Havia 60 000 pessoas vivendo nesta ilha [quando eu cheguei em 1508], incluindo os índios; portanto, de 1494 a 1508, mais de 3 000 000 de pessoas morreram por causa da guerra, da escravidão e das minas. Quem das gerações futuras acreditará nisto?
Atualmente, os pesquisadores duvidam dos números de las Casas, considerando-os exagerados. Por exemplo, Anderson Córdova estima um máximo de 500 000 pessoas habitando a ilha. As estimativas sobre a população taina variam muitoː de algumas centenas a até 8 000 000. Os tainos não tinham resistência a algumas doenças do Velho Mundo, principalmente à varíola. O sistema de encomienda levou muitos tainos a trabalhar nos campos e minas dos espanhóis em troca de proteção, aprendizado da língua espanhola e salário por temporada. Em trinta anos, de oitenta a noventa por cento da população taina morreu. O aumento da população espanhola nas ilhas levou a um aumento de necessidade de comida. Muitos tainos, visando a prejudicar os espanhóis, se recusaram a plantar ou a colher alimentos. Com isso, em 1495 e 1496, a colheita de alimentos foi tão pequena que 50 000 pessoas morreram de fome. Os historiadores concluíram que a maior parte da diminuição populacional dos tainos se deveu às doenças trazidas pelos europeus e não às guerras ou agressões diretas. Por volta de 1507, o número de tainos havia encolhido para 60 000. Acadêmicos acreditam que as doenças epidêmicas (varíola, gripe, sarampo e tifo) foram as grandes causas do declínio populacional ameríndio.

## Herança taina
Grupos de pessoas atualmente se identificam como tainas, principalmente grupos porto-riquenhos, cubanos, jamaicanos e dominicanos, tanto nas ilhas quanto no continente (Estados Unidos).
Alguns acadêmicos, como Jalil Sued Badillo, etno-historiador da Universidade de Porto Rico, afirmam que, embora a historiografia oficial espanhola fale em extinção dos tainos enquanto identidade étnica, muitos sobreviventes tainos deixaram descendentes através da união com outros grupos étnicos. Recentes pesquisas revelaram uma alta percentagem de ancestralidade mista ou trirracial em Porto Rico e na República Dominicana. Os que reivindicam ancestralidade taina também possuem ancestralidade europeia e/ou africana.
Frank Moya Pons, um historiador dominicano, documentou que os colonizadores espanhóis se uniram a mulheres tainas. Ao longo do tempo, alguns de seus descendentes se uniram a africanos, criando uma cultura trirracial crioula. Registros censitários de 1514 revelaram que quarenta por cento dos espanhóis da ilha de Hispaniola tinham esposas tainas. A etno-historiadora Lynne Guitar escreveu que os tainos foram declarados extintos nos documentos espanhóis desde o século XVI; entretanto, indivíduos tainos continuaram a aparecer em testamentos e registros legais muitas décadas após a chegada dos espanhóis.
Evidências sugerem que alguns homens tainos se uniram a mulheres africanas e se refugiaram em comunidades quilombolas relativamente isoladas no interior das ilhas, desenvolvendo comunidades rurais sem interferência da administração colonial espanhola. Acadêmicos observaram que comunidades rurais dominicanas atuais conservaram traços linguísticos, práticas agrícolas, formas de alimentação, práticas médicas, formas de pesca, tecnologia, arquitetura, história oral e conceitos religiosos tainos. Entretanto, tais traços culturais costumam ser vistos como atrasados pelas populações urbanas.
Dezesseis estudos autossômicos de populações hispanofalantes do Caribe e da sua diáspora (principalmente porto-riquenhos]]) mostraram que entre dez e vinte por cento de seu DNA é indígena, com alguns indivíduos tendo taxas mais altas e outros tendo taxas menores ou mesmo ausência de DNA indígena. Um recente estudo da população do leste de Porto Rico mostrou uma taxa de 61 por cento de DNA mitocondrial (ancestralidade materna distante) e de zero por cento de DNA cromossomial y (ancestralidade paterna distante). Isso demonstrou, como esperado, a existência de uma população híbrida crioula.
Grupos como a "nação tribal taina de Porto Rico boriquém Jatibonicu" (1970), a "nação taina de Nova Iorque das Antilhas" (1993), a "confederação unida da população taina da cidade de Nova Iorque" (1998) e "o povo Guatu Ma-Cu A Borikén Puerto Rico" (2000) foram criados para preservar a cultura taina. Ativistas tainos criaram dois sistemas de escrita, que são utilizados para se escrever a língua espanhola. A organização Guaka-kú ensina e usa sua escrita entre seus membros. A Liga Guakía Taína-ké promove o ensino de sua escrita nas escolas como meio de aumentar o interesse pela identidade taina.
Em fevereiro de 2018, um estudo de DNA de um antigo dente revelou que os tainos têm descendentes vivos em Porto Rico, indicando que a maior parte dos porto-riquenhos tem algum grau de ancestralidade taina.